# Felicia av Sicilien
Felicia av Sicilien, född 1078, död 1102, var en ungersk drottning, gift med kung Koloman av Ungern. Hon har traditionellt kallats Busilla, men detta är troligen ett missförstånd av det italienska pucelle, jungfru. Hon var dotter till greve Roger I av Sicilien och Eremburga av Mortain. Hon medförde ett hov från Sicilien till Ungern.